# Liste der Kulturdenkmale der Eisenbahnstrecke Borsdorf–Coswig

Streckenkarte Borsdorf-Coswig

Die Liste der Kulturdenkmale der Eisenbahnstrecke Borsdorf–Coswig enthält die Einzeldenkmale der Bahnstrecke Borsdorf–Coswig, die Bestandteil dieser Eisenbahnstrecke sind und in der Denkmalliste des Freistaates Sachsen ausgewiesen werden.
Diese Einzeldenkmale sind in den Denkmallisten der einzelnen Ortsteile der Gemeinden Borsdorf, Brandis, Parthenstein und Grimma im Landkreis Leipzig, Leisnig, Döbeln und Roßwein im Landkreis Mittelsachsen sowie Nossen, Klipphausen, Meißen, Weinböhla und Coswig im Landkreis Meißen zu finden. 
Die Gesamtstrecke steht als Sachgesamtheit nicht unter Denkmalschutz.
Die Anmerkungen sind zu beachten.
Diese Liste ist eine Teilliste der Liste der technischen Denkmale im Landkreis Leipzig.
 Diese Liste ist eine Teilliste der Liste der technischen Denkmale im Landkreis Mittelsachsen.
 Diese Liste ist eine Teilliste der Liste der technischen Denkmale im Landkreis Meißen.
 Diese Liste ist eine Teilliste der Liste der technischen Denkmale in Sachsen.

## Legende
- Bild: Bild des Kulturdenkmals, ggf. zusätzlich mit einem Link zu weiteren Fotos des Kulturdenkmals im Medienarchiv Wikimedia Commons. Wenn man auf das Kamerasymbol klickt, können Fotos zu Kulturdenkmalen aus dieser Liste hochgeladen werden:
- Bezeichnung: Denkmalgeschützte Objekte und ggf. Bauwerksname des Kulturdenkmals
- Lage: Straßenname und Hausnummer oder Flurstücknummer des Kulturdenkmals. Die Grundsortierung der Liste erfolgt nach dieser Adresse. Der Link (Karte) führt zu verschiedenen Kartendiensten mit der Position des Kulturdenkmals. Fehlt dieser Link, wurden die Koordinaten noch nicht eingetragen. Sind diese bekannt, können sie über ein Tool mit einer Kartenansicht einfach nachgetragen werden. In dieser Kartenansicht sind Kulturdenkmale ohne Koordinaten mit einem roten bzw. orangen Marker dargestellt und können durch Verschieben auf die richtige Position in der Karte mit Koordinaten versehen werden. Kulturdenkmale ohne Bild sind an einem blauen bzw. roten Marker erkennbar.
- Datierung: Baubeginn, Fertigstellung, Datum der Erstnennung oder grobe zeitliche Einordnung entsprechend des Eintrags in der sächsischen Denkmaldatenbank
- Beschreibung: Kurzcharakteristik des Kulturdenkmals entsprechend des Eintrags in der sächsischen Denkmaldatenbank, ggf. ergänzt durch die dort nur selten veröffentlichten Erfassungstexte oder zusätzliche Informationen
- ID: Vom Landesamt für Denkmalpflege Sachsen vergebene, das Kulturdenkmal eindeutig identifizierende Objekt-Nummer. Der Link führt zum PDF-Denkmaldokument des Landesamtes für Denkmalpflege Sachsen. Bei ehemaligen Kulturdenkmalen können die Objektnummern unbekannt sein und deshalb fehlen bzw. die Links von aus der Datenbank entfernten Objektnummern ins Leere führen. Ein ggf. vorhandenes Icon  führt zu den Angaben des Kulturdenkmals bei Wikidata.

## Bahnstrecke Borsdorf–Coswig
Diese Liste enthält die Einzeldenkmale der Eisenbahnstrecke Borsdorf–Coswig, die in ihrer Gesamtheit nicht unter Denkmalschutz steht. Die Liste ist entsprechend der örtlichen Lage an der Strecke von Borsdorf nach Coswig gegliedert. 
| Bild                                    | Bezeichnung                                             | Lage                                                  | Datierung                                                       | Beschreibung | ID       |
| --------------------------------------- | ------------------------------------------------------- | ----------------------------------------------------- | --------------------------------------------------------------- | --- | -------- |
| Weitere Bilder                          | Bahnhof Borsdorf                                        | Borsdorf, Bahnhofstraße 16 (Karte)                    | 1881 (Bahnhof)                                                  | Empfangsgebäude des Bahnhofs Borsdorf – letztes Zeugnis des Bahnhofs des wichtigen Knotenpunktes der Bahnstrecken Leipzig–Dresden sowie Borsdorf–Coswig, 1881 Bahnhof eröffnet, Strecke besteht bereits seit 1837, imposanter, dreiteiliger Klinkerbau mit Natursteingliederungen, die Gleisseite des eingeschossigen Mittelbaus in Holzkonstruktion, ortsgeschichtliche, baugeschichtliche und verkehrsgeschichtliche Bedeutung. | 09256826 |
| Weitere Bilder                          | Bahnhof Beucha                                          | Brandis, OT Beucha, Albert-Kuntz-Straße 62 (Karte)    | 1898                                                            | Empfangsgebäude mit Fahrkartenautomat sowie Toilettenhäuschen eines Bahnhofs; Strecke Beucha–Trebsen (BT 6386) als Nebenbahn des Güter- und Personenverkehrs insbesondere für die regionale Steinindustrie (Beuchaer Granitporphyr) – orts- und verkehrsgeschichtlich bedeutend. Fahrkartenautomat der DDR-Zeit technik- und sozialgeschichtlich von Bedeutung. | 08974955 |
|                                         | Bahnhof Großsteinberg                                   | Parthenstein, Großsteinberg, Bahnhofstraße 1 (Karte)  | 1880                                                            | Empfangsgebäude (Bahnhofstraße 1) und Stellwerk (Grethener Straße 20 (neben)) an der Eisenbahnstrecke Borsdorf–Coswig; ein für Empfangsgebäude typischer Historismusbau – baugeschichtlich und verkehrsgeschichtlich von Bedeutung. Das Empfangsgebäude, ein Typenbau, ist ein verputzter Massivbau, zweigeschossig mit originaler Putzgliederung, älteren Fenster und Türen, Satteldach, die Fenstersohlbänke in Sandstein (Anbau verputzter Ziegelstein), das Stellwerk Go wurde um 1940 erbaut, ein Klinkerbau mit weit vorkragendem Dach, aufwändig gestaltet, am 15. Juli 2012 außer Betrieb genommen. 1866 als Haltestelle der Strecke Borsdorf–Coswig am km 13,20 errichtet, seit 1902 Bahnhof. | 08965839 |
|                                         | Eisenbahnbrücke Grimma                                  | Grimma, Husarenstraße (Karte)                         | wohl 1866                                                       | Eisenbahnbrücke über die Husarenstraße; Straßentunnel unter der Bahnstrecke Borsdorf–Coswig – eisenbahnhistorisch und verkehrsgeschichtlich von Bedeutung. Naturstein-Mauerwerk, durch den Bahndamm, nur einspurig zu nutzen, sogenannter Wolfstunnel. | 08966657 |
| Weitere Bilder                          | Oberer Bahnhof Grimma                                   | Grimma, Bahnhofstraße 2; 2a (Karte)                   | 1866                                                            | Bahnhof mit Empfangsgebäude (Nr. 2), Bahnsteigüberdachung und -pflasterung sowie Wasserstation (Nr. 2a); Empfangsgebäude in neugotischer Formensprache (Rundbogenstil) des 19. Jahrhunderts, von Architekt Eduard Heuchler (1801–1879) (Freiberg) entworfen, an der Eisenbahnstrecke Borsdorf–Coswig (6386, sä. BC) – technikgeschichtlich, verkehrsgeschichtlich, ortsgeschichtlich und ortsentwicklungsgeschichtlich von Bedeutung. | 08966633 |
| Weitere Bilder                          | Bahnhof Großbothen                                      | Grimma, OT Großbothen, Colditzer Landstraße 7 (Karte) | 1869 (Empfangsgebäude)                                          | Einzeldenkmale in der Sachgesamtheit ID-Nr. 09306201, siehe Muldentalbahn: Stellwerk W4 (Anschrift: Kleinbothener Straße), Stellwerk W2 (Anschrift: Zum Bahnhof), ehemaliges Empfangsgebäude (Anschrift: Colditzer Landstraße 7) sowie die Gleise des Bahnhofs Großbothen – Anlagen der Eisenbahnstrecken Borsdorf–Coswig, Bahnstrecke Glauchau–Wurzen sowie der Querbahn Großbothen–Borna, Stellwerk W4 mit technischer Ausstattung, erstes Empfangsgebäude von 1869, wichtiger Verkehrsknotenpunkt des Leipziger Landes, verkehrsgeschichtlich und eisenbahngeschichtlich von Bedeutung. | 08974457 |
| Weitere Bilder                          | Viadukt Kössern                                         | Colditz, Sermuth (Karte)                              | 1866–1867, später überformt                                     | Eisenbahnbrücke über die Mulde; westlicher Teil der Brücke in der Gemarkung Sermuth – verkehrsgeschichtlich von Bedeutung. (Siehe auch Gemeinde Grimma östlicher Teil der Brücke Gemarkung Kössern). | 09305773 |
| Weitere Bilder                          | Viadukt Kössern                                         | Grimma, OT Kössern (Karte)                            | 1866–1867, später überformt                                     | Eisenbahnbrücke über die Mulde, östlicher Teil der Brücke in der Gemarkung Kössern – verkehrsgeschichtlich von Bedeutung. (Siehe auch Gemeinde Colditz westlicher Teil der Brücke Gemarkung Sermuth). | 08974507 |
|                                         | Eisenbahnbrücke Marschwitz                              | Leisnig, Marschwitz (Karte)                           | 1860–1868                                                       | Eisenbahnbrücke über die Mulde – verkehrsgeschichtliches Zeugnis, landschaftsprägend. Eisenbahnbrücke über die Freiberger Mulde nahe Marschwitz, 1867 erbaut, 1936 umgebaut. | 09208174 |
| Weitere Bilder                          | Bahnhof Leisnig                                         | Leisnig, Bahnhofstraße 31 (Karte)                     | 1867                                                            | Bahnhof mit Empfangsgebäude und Bahnsteigüberdachung sowie Nebengebäude und Wasserstation – ortsgeschichtlich bedeutende Bahnhofsanlage der Eisenbahnstrecke Borsdorf–Corswig (6386; sä. BC). Das Hauptgebäude ein Bau der Gründerzeit, wichtig für Volksbildung und Kulturlandschaft. | 08967391 |
|                                         | Bahnhof Klosterbuch                                     | Leisnig, OT Klosterbuch, Klosterbuch 32 (Karte)       | 1868                                                            | Empfangsgebäude – gut erhaltenes Zeugnis der Sächsischen Eisenbahngeschichte, verkehrsgeschichtlich und regionalgeschichtlich von Bedeutung. Zwei Geschosse, Putzfassade, Bruchsteinsockel, original: Fenster, Haustür, | 08967622 |
| Direkt Bild zu diesem Denkmal hochladen | Eisenbahnbrücke an der Straße nach Westewitz            | Leisnig, OT Scheergrund, Scheergrund (Karte)          | 1869                                                            | Eisenbahnüberführung; Natursteinbrücke über den Schafbach an der Eisenbahnstrecke Borsdorf–Coswig, verkehrsgeschichtlich und technikgeschichtlich von Bedeutung. Geschichts- und Dokumentationswert, technisches Denkmal. Zyklopenmauerwerk mit Sandsteinbogen, Einbogenbrücke, Fahrauflage erweitert. | 08967676 |
|                                         | Schwetatalbrücke                                        | Döbeln, OT Schweta (Karte)                            | 1868                                                            | Eisenbahnbrücke und Stützmauer der Strecke Borsdorf–Coswig (6386) – technikgeschichtlich von Bedeutung. Die Brücke ist außerordentlich landschaftsgestaltend. Brücke: km 51,32 – Bruchsteinsockel mit Stahlkonstruktion, Vollwandträger, Länge 123 Meter, Stützmauer: Bruchsteinmauer auf Segmentbögen, die später zugesetzt wurden, die Brücke liegt über zwei Gemeinden verteilt: Döbeln, Ortsteil Möckwitz und Ziegra-Knobelsdorf, Ortsteil Schweta, Gemarkung Limmritz. | 09206481 |
| Weitere Bilder                          | Hauptbahnhof Döbeln                                     | Döbeln, Am Hauptbahnhof 1 (Karte)                     | 1869/1870                                                       | Bahnhof mit Bahnsteigüberdachung sowie eine Kanalabdeckung neben dem Bahnhof – baugeschichtlich und ortsgeschichtlich von Bedeutung. Repräsentatives Gebäude in neogotischen und neoromanischen Formen, straßenbildprägender Bau mit zwei wuchtigen Türmen, seltener Typus eines Keilbahnhofes. Für den Güterverkehr wichtiger Knotenpunkt der Eisenbahnstrecken Borsdorf–Coswig (6386; sä. BC) und Riesa–Chemnitz (6255; sä. RC) im mittelsächsischen Gebiet. | 09206250 |
| Weitere Bilder                          | Ostbahnhof Döbeln; Haltepunkt Zentrum                   | Döbeln, Straße des Friedens 12 (bei) (Karte)          | 1895                                                            | Bahnhof bestehend aus Empfangsgebäude, hölzernem Verbindungsbau und Wirtschaftsgebäude; 1868 als Haltepunkt für den Personenverkehr eröffneter und zwischen 1905 und 1980 wichtiger Güterbahnhof der Stadt Döbeln an der Eisenbahnstrecke Borsdorf–Coswig – verkehrs- und ortsgeschichtlich bedeutender Bau in städtebaulich markanter Lage. | 09206423 |
|                                         | Eisenbahnbrücke über die Freiberger Mulde               | Roßwein, OT Niederstriegis, Dorfweg (Karte)           | 1868                                                            | Eisenbahnbrücke über die Freiberger Mulde – landschaftsprägende Zwei-Bogen-Steinbrücke der Eisenbahnstrecke Borsdorf–Coswig, verkehrstechnisches Zeugnis. Überspannt in zwei Segmentbögen (Naturstein) die Freiberger Mulde, 53,0 m breit, 7,4 m hoch. | 09207729 |
|                                         | Eisenbahnbrücke Roßwein                                 | Roßwein, Bahnhofstraße (Karte)                        | um 1880                                                         | Eisenbahnbrücke über die Bahnhofstraße; aus Bruchstein errichtete Segmentbogenbrücke der zweigleisigen Eisenbahnstrecke Borsdorf–Coswig – baugeschichtlich und verkehrsgeschichtlich von Bedeutung. | 09205838 |
| Weitere Bilder                          | Bahnhof Roßwein                                         | Roßwein, Am Bahnhof 4 (Karte)                         |                                                                 | Bahnhof und Nebengebäude (Güterschuppen); baugeschichtlich von Bedeutung, weitgehend original erhaltene Putzbauten, schlichte Gestaltung mit Rundbogenfenstern, frühgründerzeitlicher Bahnhofstyp mit Anklängen an den Schweizerhaus-Stil, von orts- und technikgeschichtlichem Interesse, baugeschichtlich von Bedeutung. | 09205642 |
| Weitere Bilder                          | Bahnhof Gleisberg-Marbach                               | Roßwein, OT Gleisberg, Zum Bahnhof 2 (Karte)          | 1914                                                            | Bahnhof Gleisberg-Marbach; Eisenbahnstrecke Borsdorf–Coswig. Empfangsgebäude eines Bahnhofs; Putzbau im Heimatstil, abwechslungsreiche Baukörpergestaltung, ortsgeschichtliche, baugeschichtliche und verkehrsgeschichtliche Bedeutung. | 09306661 |
| Weitere Bilder                          | Bahnhof Nossen                                          | Nossen, Bismarckstraße 34 (Karte)                     | um 1875                                                         | Bahnhof Nossen mit Empfangsgebäude und Bahnsteigen einschließlich Bahnsteigüberdachungen sowie Wasserkran, weiterhin Straßenlaterne auf dem Bahnhofsvorplatz, dazu Anlage der Schmalspurbahn mit Bahnsteigüberdachungen, Lokschuppen, weiterem Gebäude (Kohleschuppen und Werkstatt), Bock- oder Portalkran, des Weiteren Bahnbetriebswerk mit Rundlokschuppen einschließlich Drehscheibe und Schmalspurgleis für Lokomotivreparatur (Hochgleis), Lokwerkstatt, hydraulischer Presse, so genanntem „Deutschlandgerät“ und Wasserkran, außerdem Stellwerke I und II, Güterbahnhof kein Denkmal; gesamter Komplex weitgehend geschlossen erhaltener sächsischer Kleinstadtbahnhof, Bahnsteigüberdachung der Schmalspurbahn einzige erhaltene neben Dippoldiswalde, eingleisiger Lokschuppen der Schmalspurbahn letzter neben denen in Carlsfeld, Bahnhof von besonderer technikgeschichtlicher und verkehrsgeschichtlichen Bedeutung. | 09267011 |
| Direkt Bild zu diesem Denkmal hochladen | Bahnwärterhaus                                          | Nossen, Am Kronberg 20 (Karte)                        | Ende 19. Jh.                                                    | Klinkergebäude, verkehrsgeschichtlich bedeutend. Das Bahnwärterhäuschen mit Backsteinfassade ist Teil der wirklich interessanten Eisenbahnanlagen in Nossen, einem früher wichtigen Verkehrsknotenpunkt, wo mehrere Strecken zusammenliefen (auch eine Schmalspurbahnstrecke). Es komplettiert die sich vor allem im Bahnhofsbereich konzentrierenden Anlagen und Bauten. Zusammen mit diesen ist es von besonderer Bedeutung für die Verkehrsgeschichte in Sachsen. | 09267085 |
| Direkt Bild zu diesem Denkmal hochladen | Eisenbahnbrücke Eula                                    | Nossen, Eulaer Hauptstraße (Karte)                    | um 1880                                                         | Eisenbahnbrücke Eula; Steinbrücke mit Segmentbogen, Teile der insgesamt bedeutsamen Eisenbahnanlagen der Strecke Borsdorf–Coswig auf dem Stadtgebiet von Nossen, darüber hinaus markantes Brückenbauwerk seiner Zeit – verkehrsgeschichtlich und baugeschichtlich bedeutsam. | 09303315 |
| Direkt Bild zu diesem Denkmal hochladen | Eisenbahnbrücke Kottewitz                               | Nossen, OT Kottewitz (Karte)                          | zwischen 1898/1909 (Eisenbahnbrücke)                            | Eisenbahnbrücke über die Straße Buschhaus; Naturstein-Bogenbrücke – baugeschichtlich und eisenbahngeschichtlich von Bedeutung. | 09304573 |
|                                         | Zwei Eisenbahnbrücken über die Triebisch bei Roitzschen | Klipphausen, OT Roitzschen, Talstraße (Karte)         | zwischen 1898/1909                                              | Zwei Eisenbahnbrücken über die Triebisch; Naturstein-Bogenbrücken, baugeschichtlich und eisenbahngeschichtlich von Bedeutung. | 09304572 |
|                                         | Eisenbahnbrücke Robschütz                               | Klipphausen, OT Robschütz, Nossener Straße (Karte)    | zwischen 1898/1909                                              | Eisenbahnbrücke über die Nossener Straße und Stützmauer an der Straße sowie weitere Eisenbahnbrücke über die Triebisch bei Robschütz; Naturstein-Bogenbrücken, baugeschichtlich und eisenbahngeschichtlich von Bedeutung. | 09304571 |
|                                         | Eisenbahnbrücke über die Triebisch bei Garsebach        | Klipphausen, OT Garsebach (Karte)                     | zwischen 1898/1909                                              | Naturstein-Bogenbrücke, baugeschichtlich und eisenbahngeschichtlich von Bedeutung. | 09304570 |
| Weitere Bilder                          | Eisenbahnbrücke Meißen                                  | Meißen (Karte)                                        | 1866 (Pfeiler); 1928 (Eisenbahnbrücke)                          | Eisenbahnbrücke über die Elbe; landschaftsgestaltende Stahlfachwerkbrücke des beginnenden 20. Jahrhunderts mit fünf Naturpfeilern des Vorgängerbauwerks von 1866/68 an der Eisenbahnstrecke Borsdorf–Coswig (6386; sä. BC) am km 95,010, saniert und umgebaut – bau- und technikgeschichtlich, städtebaulich und verkehrshistorisch von Bedeutung. | 09266317 |
| Weitere Bilder                          | Bahnhof Meißen                                          | Meißen (Karte)                                        | 1926–1928 (Personenbahnhof); Anfang 20. Jahrhundert (Stellwerk) | Hauptbahnhof von Meißen mit Empfangsgebäude, Bahnsteigen einschl. Überdachung sowie die Eisenbahnbrücke über und das Stellwerk an der Dresdner Straße; Bahnhofsanlage der Eisenbahnstrecke Borsdorf–Coswig (6386; sä. BC) – städtebaulich, künstlerisch und verkehrsgeschichtlich von Bedeutung. Das Empfangsgebäude im Stil der Neuen Sachlichkeit, ein Bau des Architekten Wilhelm Kreis, Dresden. | 09265254 |
| Weitere Bilder                          | Bahnhof Neusörnewitz                                    | Weinböhla, Sörnewitzer Straße 70 (Karte)              | Ende 19. Jh.                                                    | Empfangsgebäude des Bahnhofs; ortsbildprägender Bahnhof von Coswig-Neusörnewitz, liegt auf Weinböhlaer Flur, verkehrshistorische Bedeutung. Ortsbildprägender Bahnhof von Coswig-Neusörnewitz, liegt auf Weinböhlaer Flur, verkehrshistorische Bedeutung. | 09267861 |
| Weitere Bilder                          | Alter Bahnhof Coswig                                    | Coswig, Kötitzer Straße 10 (neben) (Karte)            | 1870                                                            | Bahnhof Coswig mit Empfangsgebäude, Zwischenbau und Güterabfertigung – Gründerzeitgebäude, baugeschichtlich, verkehrsgeschichtlich und ortsgeschichtlich bedeutend. | 09266440 |
| Weitere Bilder                          | Bahnhof Coswig                                          | Coswig, Bahnhofstraße 2 (Karte)                       | 1894                                                            | Bahnhof mit Empfangsgebäude, Nebengebäude (Güterabfertigung), Vorhalle zur Unterführung und zwei Bahnsteigüberdachungen; repräsentativer, der industriellen Bedeutung der Kleinstadt angemessener Trennungsbahnhof des ausgehenden 19. Jahrhunderts an den Eisenbahnstrecken Borsdorf–Coswig (6386; sä. BC) sowie Dresden–Elsterwerda–Berlin (6248; sä. DE) gelegen. Charakteristischer Klinkerbau mit Sandsteingliederungen in historistischer Fassadengestaltung – baugeschichtlich, orts- und verkehrsgeschichtlich von Bedeutung. | 09266402 |

## Ausführliche Denkmaltexte
1. ↑  
Eisenbahnstation (LBOR – 12768 II, km 126,95) der Strecke Borsdorf–Coswig
  - zwei rechteckige zweieinhalbgeschossige Baukörper parallel zueinander stehend, verbunden mit einem Mittelbau im Erdgeschoss verbunden, ziegelfarbene Klinkerfassade, Satteldächer.
  - Nebengebäude: eingeschossig, Klinkerfassade (Streichung 2012).
  - 24. April 1837 Betrieb als Haltestelle
  - 1. Mai 1881 Betrieb als Bahnhof, ursprünglich mit Empfangsgebäude, Gleiswaage, Güterschuppen, Laderampe, Personentunnel, Wirtschaftsgebäude, Wohnhaus, Stellwerke Bo, Bs und Bw, ohne Jahr. Abriss Stw Bo, Bs, Bw.
2. ↑  
Bahnhof Beucha 1866 als Hst der Strecke Beucha–Trebsen (Nebenbahn) zuerst für Güter- und ab 1898 auch für Personenverkehr eröffnet, seit 1902 Bahnhof, 1998 Güterverkehr eingestellt:
  - Empfangsgebäude (Flurstück 456/17): ein- bzw. zweigeschossiger, verputzter Massivbau, Bruchsteinsockel, Fenstergewände profiliert und in Sandstein, Satteldach, zum Teil originale Türen, originale Fenster, Fahrkartenautomat der DDR-Zeit, Bahnhofsvordach in Holzkonstruktion
  - Toilettenhäuschen (Flurstück 456/17): Holzbau mit Verzierungen
  - vor 2017 abgebrochene ehemals zum Bahnhof gehörigen Objekte:
    - mechanische Schrankenanlage des Bahnübergangs Kleinsteinberger Straße, Bedienung durch das Stellwerk Bs, zweischlägige Vollschranke (auf jeder Seite der Gleise jeweils ein Schrankenbaum, der gesenkt über die volle Straßenbreite reicht), wird mechanisch per Schrankenwinde und Seilzugsystem vom Stellwerk aus bedient, jeweils mit mechanischem Läutewerk (das Läuten wird über den Antrieb am Schrankengestell mit ausgelöst)
    - Stellwerk Bs (Flurstück 140/1): mech. Jüdel, Inbetriebnahme 1914
    - Stellwerk Ba (Flurstück 125a): mech. Einheitsstellwerk, Inbetriebnahme 1940, Stahlbeton
    - Stellwerk Bn (Flurstück 456/16): mech. Einheitsstellwerk, Gleisbildstellwerk (GS II) Inbetriebnahme 1940
    - Stellwerk Bo schon vor 2014 abgerissen.

Das Stellwerk ist dabei nicht nur für die Weichen und Signale des zugehörigen Stellwerksbezirks zuständig, sondern bedient auch die mechanische Schranke mitsamt Läutewerk am nahegelegenen Bahnübergang. Im Stellwerk technische Ausstattung im Obergeschoss vmtl. auch Schrankenwinde zum Bedienen der mechanischen Schrankenanlage (Schrankenwinde am Schrankenwindenbock, treibt Seiltrommel an, welche wiederum den Antrieb am Schrankengestell über ein Drahtseil betätigt).
3. ↑  
Neugotischer Bahnhofsbau im Burgenstil mit Bahnsteigüberdachung, Empfangsgebäude: neunachsig, eingeschossig, mittig dreiachsiger Risalit mit Uhr und Glockentürmchen, Nebengebäude: Natursteinsockel, Putzbau, teilweise Rahmungen aus Sandstein, Wasserstation für Dampflokomotiven, leider keine Wasserkräne am Ort erhalten.
4. ↑  
Der Bahnhof Großbothen war ein wichtiger Eisenbahnknoten im mittelsächsischen Raum. An ihm kreuzten sich die Anlagen der Bahnstrecke Borsdorf–Coswig (zweigleisig, ab 1868), der Bahnstrecke Glauchau–Wurzen (Muldentalbahn) (eingleisig, um 1875) und der Querbahn nach Borna (ab 1937). Letztere führte zu umfangreichen Erweiterungen des Bahnhofes Großbothen. Inselbahnsteige und Bahnsteigunterführungen wurden angelegt und die Gleisanlagen erweitert. 2004 wurde das Stellwerk W4 und 2010 die Stellwerke B3 (1899), W1 und W2 außer Betrieb genommen:
  - Stellwerk W4: mechanisches Stellwerk (Spannwerk erhalten), zweigeschossig, massiv, verputzt, mit Kastenerker (verglast), originale Fenster, transparente Ecken, konkav abgeknicktes Walmdach, im Erdgeschoss Aufschrift „Großbothen“
  - Stellwerk W2: mechanisch, zweigeschossig, massiv, verputzt, mit Kastenerker (verglast), originale Fenster, transparente Ecken, konkav abgeknicktes Walmdach, das Wärterstellwerk Stw 2 war für die Ausfahrt nach Borna und nach Grimma unt. Bahnhof zuständig, Hinter dem Stellwerk zweigte die Muldentalbahn in einem Rechtsbogen ab
  - Empfangsgebäude: 1869 durch die Leipzig-Dresden-Eisenbahn-Compagnie erbaut, Vorläuferbau des Empfangsgebäudes von 1875, Typenbau Flügelbau-Mittelbau-Anbau, zweigeschossiges einfach gehaltenes Hauptgebäude mit aufwändig gestaltetem Anbau (Mittelrisalit, Bogenfenster), Mittelbau eingeschossig, flaches Satteldach, Dachpappe, umgebaut
  - Wasserstation, Empfangsgebäude (1875) sowie alle anderen bahntechnischen Anlagen sind kein Denkmal.

Zur GW-Streckengeschichte: 

Eisenbahnstrecke Glauchau–Wurzen (Streckenkürzel GW), bis 1945 sächsische Hauptbahn, anschließend bis 1967 Nebenbahn. Der Bau der Strecke erfolgte in mehreren Bauabschnitten ab 1868, Fertigstellung des Abschnitts Glauchau bis Penig (10. Mai 1875), Abschnitt Rochlitz bis Großbothen (9. Dezember 1875), Abschnitt Penig bis Rochlitz (29. Mai 1876), Abschnitt Großbothen bis Wurzen (30. Juni 1877). Geplant war die Strecke zweigleisig, da sie in Preußen weitergeführt werden sollte, wurde jedoch nicht realisiert, deshalb nur eingleisiger Ausbau (Brücken sind jedoch für zwei Gleise errichtet worden). Streckenverlauf ab Glauchau durch die private Muldenthal-Eisenbahngesellschaft errichtet, die 1878 verstaatlicht wurde. Fahrzeuge und Strecke wurden von den Königlich Sächsischen Staatseisenbahnen übernommen. Endbahnhof der Strecke war nun der Südbahnhof in Wurzen. Der Muldenthalbahnhof (errichtet 15. Oktober 1879) wurde geschlossen, die Strecke wurde als Nebenbahn betrieben. 

Am 5. Mai 1945 Zerstörung der Rabensteinbrücke zwischen Großbothen und Grimma, 1946 Abbau der Gleise zwischen Großbothen und Grimma als Reparationsleistung, 28. Mai 1967 Einstellung des Zugverkehrs zwischen Grimma und Nerchau, ab 24. September 1967 Wiederaufnahme des Zugverkehrs zwischen Golzern und Wurzen, Mitte der 1970er Streckenerneuerung zwischen Großbothen und Döben. Bau eines Verbindungsbogens mit den Abzweigstellen Leisenau und Muldenbrücke (Direktverbindung Rochlitz und Döbeln). Am 1. Januar 1970 Stilllegung des Abschnitts Grimma–Golzern, zwischen Golzern und Wurzen danach nur noch Güterverkehr, nach 1990 Einschränkung des Güterverkehrs. Stilllegung des Abschnitts Wurzen–Golzern (2. Juni 1996), Ende der 1990er Jahre Stilllegung des Anschlussgleises zurWasserglasfabrik Dehnitz. Einrichtung des Muldentalradweges zwischen Großbothen und Wurzen. Am 6. Dezember 1999 Einstellung des Zugverkehrs Colditz–Rochlitz, 1999 (Güterverkehr) und 2000/2001 Einstellung des Personenverkehrs auf dem Abschnitt Rochlitz–Wechselburg.
5. 1 2  
Ausrichtung von Nord-Westen nach Süd-Osten, ehemals zweigleisige Strecke wird in getrennten Stahltrögen, die als Einfeldträger ausgeführt wurden, über das Flusstal geführt, Pfeiler in Bruchstein, Trogbrücke aus genieteten Stahlträgern, Länge der Brücke: 309,8 m, Breite: 5,2 m, Höhe: 9,1 m, Bauart 15 NP, Die Feldlängen variieren im Vorland zwischen 18 m und 20 m. Die Stützweiten der drei Trogfelder über die Mulde betragen ca. 28 m. Die Brückenpfeiler mit einer Höhe von ca. 3,50 m und einer Dicke von ca. 2,00 m bestehen aus Natursteinmauerwerk und wurden im oberen Teil durch Beton ergänzt.
6. ↑  
Bau der Eisenbahnstrecke in drei Abschnitten von 1860 bis 1868. Ursprünglich Steinbogenbrücke, davon heute noch neun Bögen erhalten, seit 1936 Flussüberquerung mit Stahlträgern. Insgesamt 208 m lang, 6,4 m hoch und 7,8 m breit. Die Stahlträger werden durch zwei Steinpfeiler gestützt. Laut www.sachsenschiene.de Zerstörung bei Hochwasser 2002 und Neubau 2004. Der Denkmalwert der Brücke ergibt sich aus ihrem technikgeschichtlichen und landschaftsprägenden Wert. Ausschlaggebend hierfür ist insbesondere die Authentizität des Bauwerks. LFD/2011. 

Bogenbrücke aus Natursteinen, zum Teil sind die Steinbögen ersetzt durch Stahlkonstruktion im mittleren Teil, die Brücke liegt auf drei Gemarkungen: Marschwitz (Flstk. 170, 174/1, 122) (Ortsteil von Bockelwitz) sowie Röda (Flstk. 155) und Gorschmitz (Flstk. 211) (Ortsteile von Leisnig), Eisenbahnbrücke über die Freiberger Mulde, Eisenbahnstrecke Borsdorf–Coswig, Abzweig b, Hauptbahn (BC 6386).
7. ↑  
Bahnhof Leisnig, Empfangsgebäude: zweigeschossige Eckbauten je drei Achsen mit eingeschossigem Verbindungstrakt, Putzfassade, Sandstein- und Putzgliederung, Traufe mit Lüftungsplatten aus Keramik, Höhenmarke auf der Bahnsteigseite, originale Fenster und Türen, Speicherbau um 1925 – kein Denkmal, Putzbau, originale Fenster in Nähe Bahnwärterhaus an der Brücke, Bahnhaus  Technisches Denkmal, evtl. Zisternenhaus, originale Haustür und Fenster, Putzfassade, Nebengebäude Putzfassade, eingeschossig mit Drempel, neun Achsen, ehem. Bahnmeisterei, Nummer 590b – Abbruch vor 2008.
8. ↑  
Gebäude ist saniert, Erdgeschoss mit Putznutung, hohe Rundbogenfenster, Obergeschoss ebenfalls Rundbogenfenster, Gebäude wird flankiert von zwei wuchtigen Türmen, erfasst unter der Anschrift: Bahnhofstraße 23b, Kanalabdeckung der Königlichen Marienhütte (Zwickau).
9. ↑  
Saniertes Gebäudeensemble, im Inneren umgebaut Empfangsgebäude: Baujahr 1895, massiv, zweigeschossig mit Dachgeschoss, Satteldach, Untergeschoss reliefiert, saniert, heute (2017) Umbau eingeschossiger Verbindungsbau, saniert und Südseite massiv umgebaut, Nebengebäude: wahrscheinlich um 1895, 1,5-geschossig, Satteldach, im Inneren umgebaut.
Baugeschichte: 
1868 als Haltestelle Döbeln eingerichtet
1905 Bahnhof Döbeln Ost (Ostbahnhof)
1931 Auflösung der Bahnmeisterei
ab 1980 Haltepunkt
ab 2004 Döbeln Zentrum.
10. ↑  
Bahnhof Roßwein, weitgehend original erhaltene Putzbauten, schlichte Gestaltung mit Rundbogenfenstern:
  - Bahnhof: eingeschossiger Zwischenbau verbindet die je zweigeschossigen Gebäudeteile, neuer Putz, im Inneren seit Erbauung mehrfach verändert
  - Nebengebäude: eingeschossig, verputzt, Rundbogenfenster, entstellender und späterer Anbau
  - Wartehalle: auf dem Bahnsteig schöne Holzkonstruktion der Wartehalle.

Anschrift möglicherweise: Am Bahnhof 1 (Empfangsgebäude) und Am Bahnhof 4 (Güterschuppen).
11. ↑  
Halbrundschuppen mit 14 Ständen, Strahlengleisen, Drehscheibe, Drehscheibenwärterhäuschen, Lokwerkstatt Klinkerbau, im Innern Achsabsenkeinrichtung und Kranbahn. Die hydraulische Presse aus dem Ende des 19. Jahrhunderts diente zum Auspressen von Stangenlagern. Sie befindet sich im Halbrundschuppen. Bei dem so genannten „Deutschlandgerät“ handelt es sich um einen Wasserdruckerzeuger für die hydraulische Presse. Es ist derzeit außer Betrieb (15. März 2007). Die erhaltenen Wasserkräne stehen in der Nähe des Stellwerkes 1 und auf dem Areal des Bahnbetriebswerkes. Ein drittes Exemplar unmittelbar vor dem Empfangsgebäude wurde abgebaut. Im Jahre 1868 wurde die Bahnstrecke Döbeln–Nossen eingeweiht. Es folgten weitere Verbindungen, u. a. 1898–1899 die Schmalspurbahn nach Wilsdruff. Nossen entwickelte sich zu einem wichtigen sächsischen Verkehrsknotenpunkt. Nach dem Ersten Weltkrieg kamen Bahnbetriebswerk und Bahnmeisterei hinzu.
12. ↑  
Empfangsgebäude aus zwei Pavillonbauten mit Walmdächern sowie eingeschossigem Verbindungstrakt, Klinkerfassade. Bahnsteigüberdachungen Eisenkonstruktion auf Säulen.